# Nele Content
Nele Content (Kortrijk, 15 juni 1985) is schoenontwerpster met een eigen merk sedert 2014, namelijk Atelier Content.

## Biografie
Nele Content volgde de Modeacademie in Gent. Ze behaalde er haar masterdiploma in 2008. Ze was vooral geïnteresseerd in het vak schoenontwerp  met als docent Catherine Willems.

## Werk
Content werkte bij Ambiorix, Cortina, Noe pumps, Cycleur de luxe... en daarna als freelancer designer. In 2014 startte ze met een eigen merk Atelier Content.
De confrontatie met de werking van het wereldbedrijf Cortina deed haar terug grijpen naar productie op kleinere schaal met focus op kwaliteit en handwerk. De veterschoen was kenmerkend voor haar eerste collectie. Ze bewerkte de leren schachten handmatig door er lijnen op te tekenen vóór de montage.
Vaste kenmerken in haar collecties door de jaren heen zijn: comfort – geen naaldhakken, keuze voor het zachtste leer, vooral kalfsleer-, eenvoud en vrouwelijkheid. De schoenen zijn visueel herkenbaar aan de hak die bekleed is met rozenhout.
Voor de productie van haar ontwerpen werkt Content met familiebedrijven in de Italiaanse streek De Marken waar ze zelf de productie kan opvolgen.
In 2021 richtte ze haar eerste eigen winkel op in Gent  (Brabantdam 56). Daarnaast zijn haar schoenen te verkrijgen op 32 verkooppunten in België en op 1 in Nederland.
Haar schoenen worden verkocht tussen de 250 en 280 euro per paar in 2021.
Content houdt de collecties bewust beperkt om de kwaliteit en de persoonlijke touch te kunnen handhaven. Zij maakt twee collecties van 25 modellen per half jaar. De trouwcollectie is niet gebonden aan seizoenen. Siska Schoeters, Eva Mouton, Rani de Coninck, Lynn Van Royen, Frances Lefebure zijn bekende Vlamingen die de schoenen van Content promoten.